# Bibliothèque universitaire des langues et civilisations
Bibliothèque universitaire des langues et civilisations (česky Univerzitní knihovna jazyků a civilizací) je univerzitní knihovna v Paříži, která byla otevřena 12. prosince 2011. Její specializací je literatura psaná především v nehláskovém písmu. Sídlo knihovny vzniká ve čtvrti Paris Rive Gauche ve 13. obvodu na ulici Rue des Grands-Moulins. Knihovna zahrnuje několik různých knihoven univerzit a ústavů, z nichž nejvýznamnější je Bibliothèque interuniversitaire des langues orientales.

## Budova
Výstavba sídla knihovny v kampusu Paris Rive Gauche ve stejnojmenné čtvrti začala v roce 2008, architektem je Yves Lion. Stavba má pět podlaží o rozloze 15 000 m2 a 970 míst ve studovnách. Stavbu financuje ze dvou třetin region Île-de-France a zbytek francouzský stát.

## Statut
Knihovna byla vytvořena jako společná instituce pro potřeby Národního institutu východních jazyků a civilizací (Institut national des langues et civilisations orientales), Praktické školy vysokých studií (École pratique des hautes études), Školy vysokých studií sociálních věd (École des hautes études en sciences sociales), Francouzské školy Dálného východu (École française d'Extrême-Orient) a univerzit Paříž I, Paříž III, Paříž IV a Paříž VII.
Knihovnu řídí správní rada, ve které zasedají zástupci všech partnerských institucí a ministerstva školství. Na odbornou činnost knihovny dohlíží vědecká rada tvořená francouzskými i zahraničními pedagogy a vědci.

## Sbírky

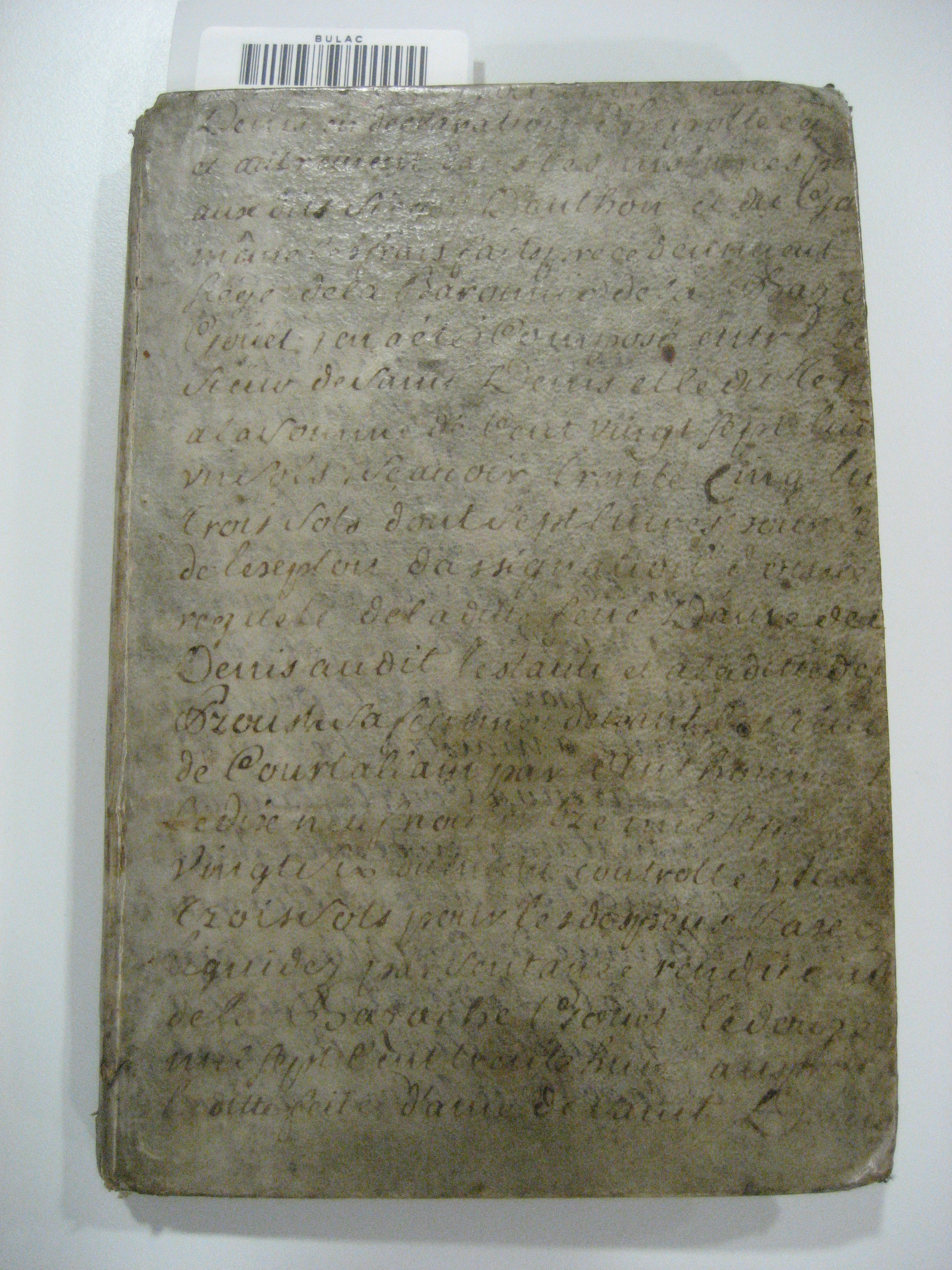
Vocabulaire Malgache (1773) (Collection BULAC)

Knihovna bude mít ve volném výběru 220 000 knih ve francouzštině, angličtině a jazycích, na které se knihovna specializuje.
V knihovně budou seskupeny knižní fondy rozdělené do té doby ve 20 specializovaných knihovnách, z nichž nejvýznamnější je Bibliothèque interuniversitaire des langues orientales. Další připojené knihovny (či jejich části) jsou:
- Bibliothèque de la Sorbonne (slovanský fond)
- Univerzita Paříž III (Knihovna Jamese Darmestetera Íránského institutu, Knihovna Julese Blocha a finské a turecko-osmanské fondy dokumentačního střediska)
- Knihovna Centra slovanských studií Univerzity Paříž IV
- korejské fondy Výzkumného centra jazyků a civilizací východní Asie na Univerzitě Paříž VII
- knihovna Francouzské školy Dálného východu (École française d'Extrême-Orient)
- osm knihoven Školy vysokých studií sociálních věd (École des hautes études en sciences sociales): knihovna Výzkumného centra o Japonsku, knihovna Studijního centra o moderní a současné Číně, knihovna Studijního centra o Indii a jižní Asii, knihovna Groupe d'études insulindiennes « Archipel », knihovna Výzkumného lingvistického centra o východní Asii, knihovna, Výzkumného centra o Koreji, knihovna Afrického studijního centra, knihovna Studijního centra Ruska, Kavkazu a střední Evropy
- pět knihoven Praktické školy vysokých studií (École pratique des hautes études): knihovna historické a filologické sekce, knihovna náboženské sekce, Dokumentační centrum o Tibetu, Knihovna Vladimira Goleniševa, knihovna Mongolského a sibiřského studijního centra